# Hofmarktaverne Erdweg

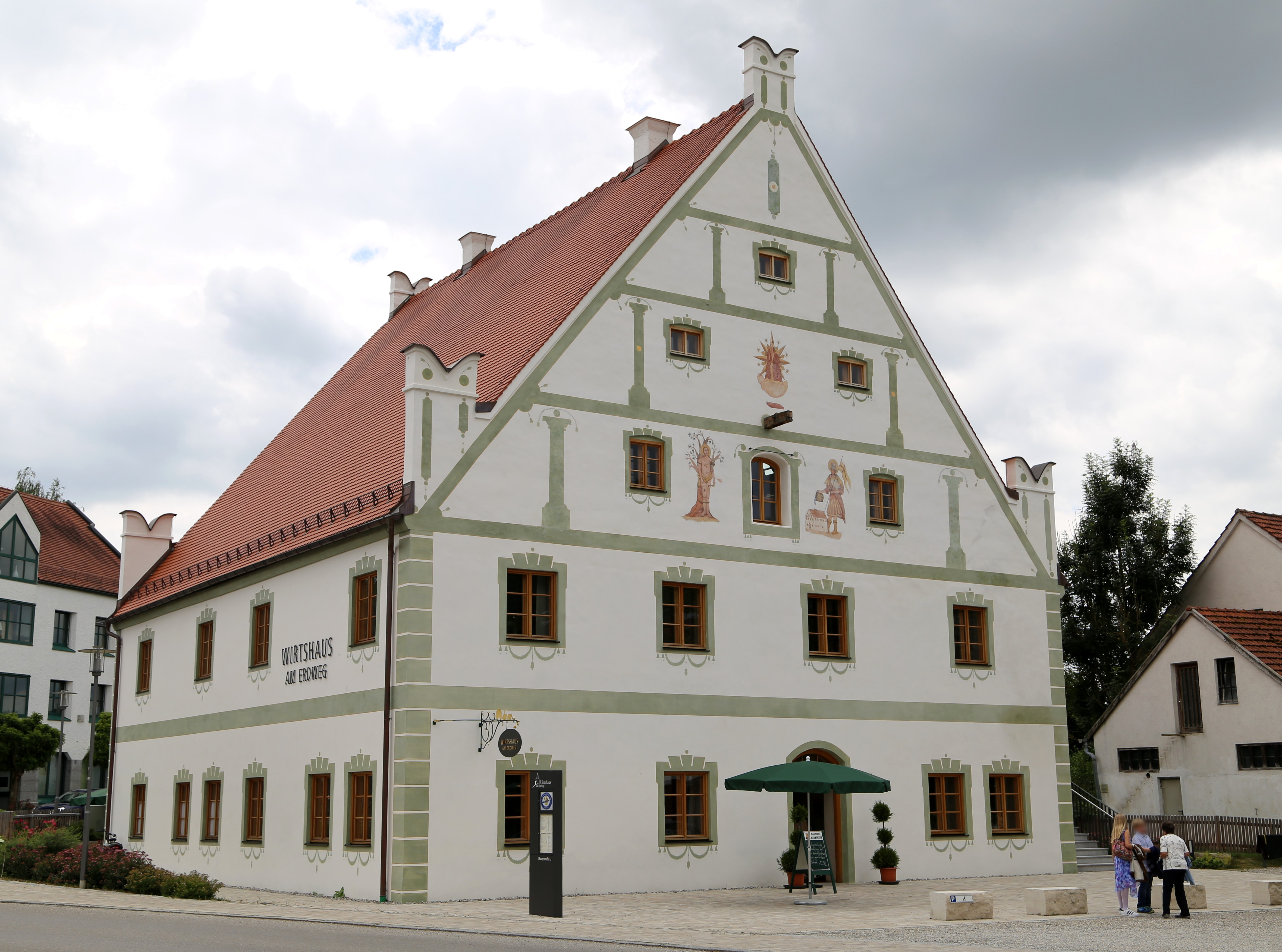
Taverne in Erdweg

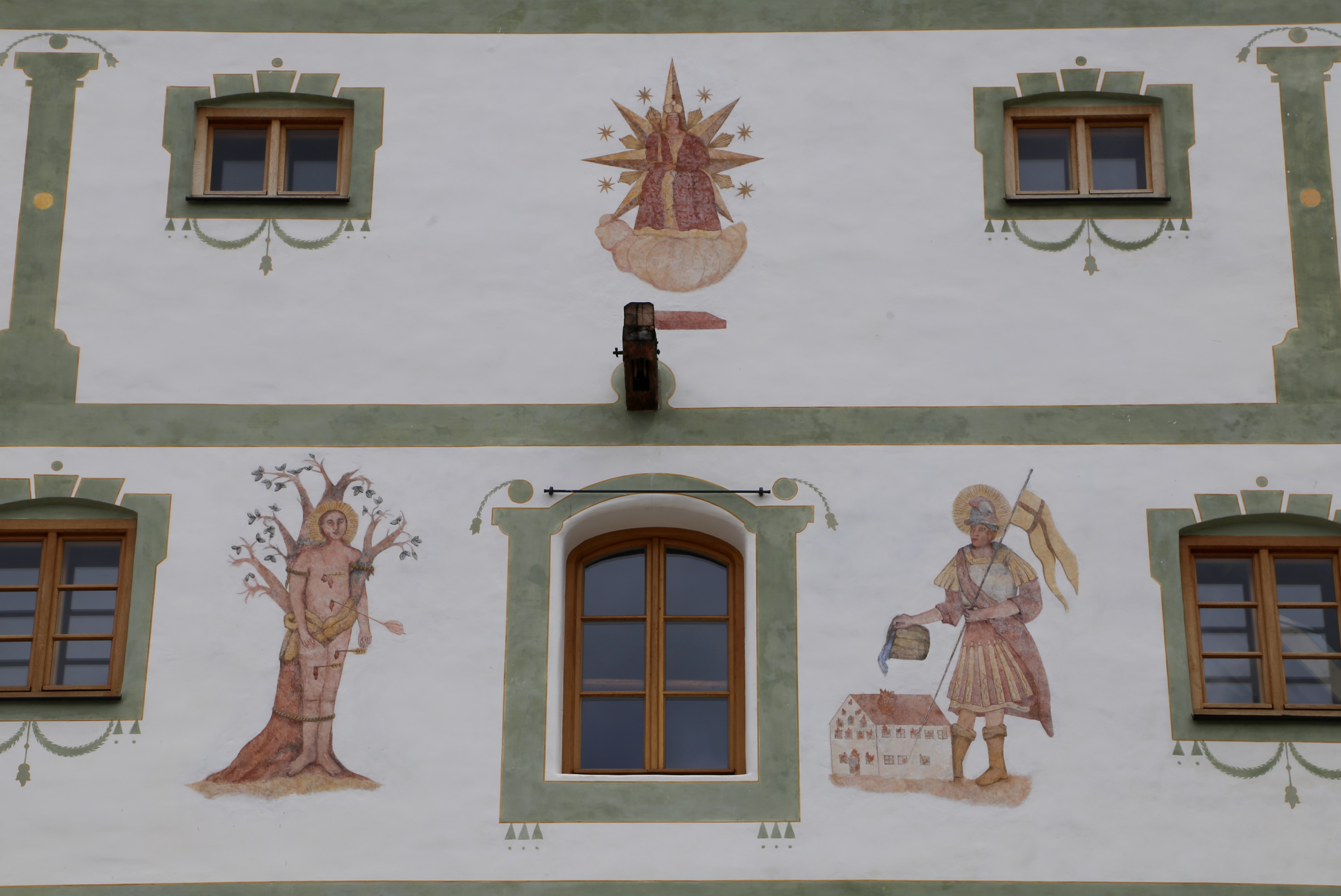
Fassadenmalerei

Die Hofmarktaverne in Erdweg, einer Gemeinde im oberbayerischen Landkreis Dachau, wurde im Kern im 15./16. Jahrhundert errichtet. Die Taverne der ehemaligen Hofmark an der Hauptstraße 14 ist ein geschütztes Baudenkmal.
Seit 1468 ist die Nutzung als Gastwirtschaft urkundlich belegt. Das heutige Aussehen erhielt das Gebäude im frühen 19. Jahrhundert. Der stattliche Satteldachbau mit Schwalbenschwanzzinnen wurde von der Gemeinde Erdweg erworben und von 2011 bis 2015 umfassend renoviert. 
Im Jahr 2016 erhielt die Gemeinde und die IG Wirtshaus am Erdweg für die vorbildliche Restaurierung des Gebäudes die Denkmalschutzmedaille des Freistaates Bayern.